# Crisulipora occidentalis
Crisulipora occidentalis is een mosdiertjessoort uit de familie van de Crisuliporidae. De wetenschappelijke naam van de soort is voor het eerst geldig gepubliceerd in 1910 door Robertson.